# Szerelmi bájital (film)
A Szerelmi bájital (eredeti cím: Love Potion No. 9)  1992-ben bemutatott amerikai romantikus vígjáték.
A filmet Dale Launer írta és rendezte, a főszerepben Tate Donovan és Sandra Bullock láthatók.

## Történet
Paul Matthews biokémikus. Barátaival együtt ellátogat egy jóslásban és mágiában jártas cigányasszonyhoz. A boszorkány megállapítja a tenyeréből, hogy kevés dolga volt nőkkel és a jövőre nézve sem jósol jobbat. Hígítatlan, (tömény) szerelmi bájitalt ad neki (a 8-as számút), aminek segítségével – hígítva használva – Paul bárkit elcsábíthat. A szer ezres hígításban használandó, négy órán keresztül hat, és a szert alkalmazó élőlény hangszálainak rezgését módosítja úgy, hogy az ellenkező neműek azt ellenállhatatlannak hallják. (Az azonos neműekből agressziót válthat ki).  Paul azonban nem hisz a dologban és otthon a papírdarabra csöppentett, vérvörös szert a szemetesbe dobja. Éjszaka a macskája megnyalogatja a ráfolyt tejjel átitatott papírt, és hamarosan macskák hada özönli el a lakást, mert Paul macskájával akarnak „szerelmi játékba merülni”.
Paul a kolléganőjével, Diane Farrow-val (Sandra Bullock) osztja meg a dolgot (aki titokban tetszik neki), és „a tudomány és az emberiség érdekében” elhatározzák, hogy egy sikeres állatkísérlet után magukon próbálják ki a szert. Óvatosságból megegyeznek, hogy három héten keresztül nem beszélnek egymással (hiszen a szer rájuk is hatással lenne).
Mindketten sikereket érnek el a másik nemnél. Diane-t egy olasz autógyáros hívja vendégül egy fogadásra, és mivel a lánynak nincs estélyi ruhája, vesz neki egyet a kiegészítőkkel együtt (brill nyakék, cipő, fodrász, stb.). A fogadáson egy angol herceg találja igen vonzónak a hangját és járni kezdenek, így Pault sem engedik a lány közelébe.
Nem sokkal később egy újabb udvarló tűnik fel Diane mellett, és nemsokára az esküvőt tervezik. Paulnak feltűnik, hogy az udvarló legkésőbb négyóránként felhívja telefonon Diane-t, továbbá, hogy Diane nem mondja, hogy szerelmes lenne a fiúba, csak azt, hogy tökéletes és „megőrül érte”.
Paul visszamegy a jósnőhöz, aki elmondja neki, hogy az új udvarlóra illő személyleírással valaki megvásárolt egy egész palackkal a 8-as számú szerelmi bájitalból. Paul kérdésére azonban előáll az ellenszerrel, a 9-es bájitallal. Ennek lényege egyszerű, hatásmechanizmusa összetett. A lényege: a tényt, miszerint a szerelem vagy szeretet mulandó, mintegy orvosolja azzal, hogy megőrzi annak hevét. Hatását úgy tölti be, hogy a szerelmüket féltő férfi-nő párnak igazán szeretniük kell egymást, mert ha nem, akkor a másik örökre gyűlölni fogja azt, aki vele együtt vett abból. Alkalmazása technikailag sem egyszerű: a szert fel kell oldani valamilyen folyadékban, és ugyanabból a pohárból mindkettejüknek inniuk kell és meg kell csókolniuk egymást. A szerelmi háromszögben lebonyolítandó esküvő nem megy könnyen, de végül kiderül az igazság, Paul és Diane tényleg szerették egymást, bájital alkalmazása nélkül is.

## Szereplők
| Szereplő                   | Színész               | Magyar hang     |
| -------------------------- | --------------------- | --------------- |
| Diane Farrow               | Sandra Bullock        | Györgyi Anna    |
| Paul Matthews              | Tate Donovan          | Czvetkó Sándor  |
| Marisa                     | Mary Mara             | Ullmann Zsuzsa  |
| Gary Logan                 | Dale Midkiff          | Selmeczi Roland |
| Sally                      | Hillary Bailiey Smith | ?               |
| Madame Ruth, jósnő         | Anne Bancroft         | Czigány Judit   |
| Geoffrey angol herceg      | Dylan Baker           | Bácskai János   |
| Enrico Pazzoli, autógyáros | Adrian Paul           | Anger Zsolt     |
| Motoros rendőr             | Blake Clark           | Végh Ferenc     |
| Jeff                       | Bruce McCarty         | Bozsó Péter     |
| Cheryl                     | Rebecca Staab         | Zakariás Éva    |
| Dick Webster               | Ken Strong            | Dimulász Miklós |
| Titkos ügynök              | Gary Watkins          | Imre István     |
| Pap                        | Marc Gowan            | Koncz István    |
| Dave                       | Ric Reitz             | ?               |
| Ron                        | Steven Burnett        | ?               |
| Joanne                     | Jordan Baker          | ?               |
| Titkár                     | Scott Higgs           | ?               |
| Dino                       | James Sbardellati     | ?               |
| R.T. Moreno                | Libby Whittemore      | ?               |
| Marisa sofőrje             | David Baer            | ?               |
| Mary                       | Esther Huston         | ?               |

## Szlogen a filmhez
- "Imagine if sex appeal came in a bottle." – Képzeld el, milyen lenne, ha a szexuális vonzerő egy üvegcsében érkezne!

## Érdekességek
- A filmet először 1993-ban adták ki, videón jelent meg.
- A film főcíme alatt játszott zene a Love Potion No. 9 című szám („kilences számú bájital”), erről kapta a címét a film. A számot először a The Clovers adta elő 1959-ben, szerzői Jerry Leiber és Mike Stoller. A dalszövegben megemlítik a történet egyik szereplőjét, Madame Ruth-ot is, a jósnőt.
- Maga a 9-es számú bájital, amire a film eredeti címe utal, kioltja a mesterségesen gerjesztett vonzalmat.